# 기 드 뤼지냥
기 드 뤼지냥(프랑스어: Guy de Lusignan, 1159년 또는 1160년 – 1194년 7월 18일)은 프랑스 출신의 십자군 기사로 결혼을 통해 예루살렘 왕국의 명예왕이 되었으며 나중에는 키프로스 왕국의 창업군주가 되었다.

## 생애
기는 프랑스 서부의 뤼지냥가의 위그 8세의 아들로 태어났는데 그 가문은 아키텐 공작령의 일부였고 잉글랜드 왕국의 알리에노르 왕비가 소유하고 있었다. 1168년 기는 형제들과 함께 성지 순례에서 돌아오는 한 귀족을 습격해 죽였는데 이 때문에 당시 아키텐 공작 리샤르로부터 추방당했다.
기는 이후 형 아모리가 이미 터를 닦아 놓았던 팔레스타인의 예루살렘 왕국으로 가서 왕국의 가신이 되었다. 당시 예루살렘의 왕 보두앵 4세는 병약하여 트리폴리 백작 레몽과 에데사의 보에몽의 연합 세력이 후계를 노리고 쿠테타를 일으킬 조짐을 보였는데 보두앵은 만약을 대비해서 프랑스와 잉글랜드에 연줄이 있는 기를 자신의 누이 시빌라와 기를 결혼시켜 쿠테타를 막으려 했다.
1180년 4월 기는 시빌라와 결혼하고 야파와 아스칼론의 백작에 임명되었다. 이 결혼에서 기와 시빌라는 두 딸을 낳았다. 1182년 보두앵이 지병인 한센병이 악화되자 기를 섭정으로 임명하고 왕국의 통치를 맡겼다. 그러나 기와 르노 드 샤티용은 살라딘과의 2년의 휴전협정을 깨고 이슬람 상인들을 공격아여 살리딘측을 자극했고 군사적 미숙함으로 보두앵의 분노를 샀다. 이에 국왕 보두앵은 기에 대한 믿음을 거두고 시빌라의 아들 보두앵 5세를 공동왕으로 세우면서 기를 섭정직에서 축출하고 시빌라와 기의 결혼을 무효화하려고 하였다.
1185년 보두앵이 한센병으로 죽자 후계로 어린 보두앵 5세가 왕위에 올랐으나 불과 1년 만에 보두앵 5세도 죽었다. 시빌라와 기는 예루살렘으로 돌아가서 보두앵의 뒤를 이었는데 시빌라가 단독으로 여왕으로 된 것이다. 처음에 시빌라는 레몽 등 귀족파에게 기와 이혼할 것을 조건으로 여왕에 오를 수 있었는데 여왕이 되자 다시 남편으로 기를 선택하였다. 이로써 기는 여왕의 남편 자격으로 예루살렘 왕국의 왕이 되었다.
제위에 오른 후 기는 살라딘의 위협에 직면했는데 1187년 7월 살라딘이 티베리아스를 공격하자 기는 레몽과 르노 등 기독교 군사를 이끌고 이를 막기 위해 하틴에서 전투(하틴 전투)를 벌였으나 작전의 미숙함과 군사들 간의 분열로 살라딘에게 대패했다. 이 전투에서 기는 살라딘의 포로가 되어 다마스쿠스로 끌려갔으며 살라딘은 곧 티레를 제외한 거의 모든 예루살렘 왕국의 영토를 손에 넣고 그해 10월 성스러운 도시 예루살렘마저 함락시켰다.
1188년 살라딘의 포로생활에서 풀려난 기는 다시 시빌라와 함께 만나서 티레로 가려 했는데 티레의 영주 코라도가 그들의 입성을 거부했다. 기와 시빌라는 티레 성 밖에서 몇 달간 야영을 했다가 제3차 십자군이 몰려오자 그들과 함께 아크레를 공격하러 갔다. 1190년 아크레 공성전 와중에 병에 걸려 시빌라는 죽고 기가 가지고 있던 왕위는 예루살렘의 이사벨 1세에게 돌아갔다. 이벨린가는 이사벨을 이혼시키고 코라도에게 시집보내어 적법한 왕위는 코라도에게 있었는데 기는 계속해서 왕위를 주장하였다.
이듬해 기는 아크레를 떠나 리처드 1세의 진영으로 가서 그에게 충성을 맹세했다. 그는 리처드의 키프로스 정복을 도왔고 그 대가로 리처드는 아크레로 와서는 기의 예루살렘 왕위 주장을 지지했다. 그러나 결국 왕위는 프랑스 왕 필리프의 지지를 받는 코라도에게 돌아갔고 리처드가 잉글랜드으로 돌아가자 기는 마침내 왕위를 포기해야 했다.
한편 리처드는 팔레스타인으로 오는 길에 점령해 두었던 키프로스를 성전 기사단에 팔았고 기는 이것을 다시 성전 기사단으로부터 구입하여 키프로스의 영주가 되었다. 1194년 기는 후계자 없이 죽었고 그의 형 아모리가 키프로스의 영주가 되었다. 키프로스는 나중에 왕국으로 발전하였다.
| 전임 보두앵 5세 | 예루살렘의 왕 시빌라와 함께(1186년-1190년) 1186년 - 1192년 | 후임 이사벨 1세 & 코라도 |

| 전임 창설 | 키프로스의 왕 1192년 - 1194년 | 후임 아모리 |